# عبد العزيز بن طيفور

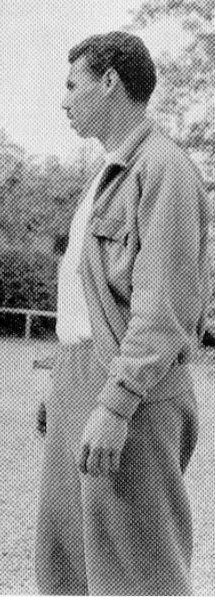
عبد العزيز بن طيفور

عبد العزيز بن طيفور لاعب كرة قدم جزائري وأحد رواد كرة القدم الجزائرية. ولد 25 يوليو 1927 في حسين داي وتوفي 19 نوفمبر 1970 في الجزائر العاصمة. لعب كمهاجم.
لعب في تونس وفرنسا في الأربعينيات والخمسينيات، وفاز مع نيس ببطولتي فرنسا وكأسها. كما أنه شارك في كأس العالم لكرة القدم 1954 مع المنتخب الفرنسي.
ومع ثلاثة من زملائه (زيتوني وبوبكر وبخلوفي) انضم إلى فريق جبهة التحرير الوطني لكرة القدم، والذي تم إنشاؤه قبيل كأس العالم لكرة القدم 1958.

## الإنجازات
- فاز ببطولة فرنسا، الدرجة الأولى لسنتي 1951 و1952 مع فريق OGC Nice.
- وصل مع فريق OGC Nice إلى نهائي كأس فرنسا سنة 1952.
- فاز ببطولة الجزائر الدرجة الأولى سنة 1963 مع فريق الاتحاد الرياضي لمدينة الجزائر.
- اختير للعب في منتخب فرنسا لكرة القدم 4 مرات ما بين 1952 و1957.

## إحصائيات
| موسم                | نادي                | درجة                | بطولة                | كؤوس وطنية          | منتخب فرنسا |
| ------------------- | ------------------- | ------------------- | -------------------- | ------------------- | ----------- |
| 1948 - 1949         | OGC Nice            | الدرجة الأولى       | 26 مقابلة / 6 أهداف  | -                   | -           |
| 1949 - 1950         | OGC Nice            | الدرجة الأولى       | 32 مقابلة / 8 أهداف  | -                   | -           |
| 1950 - 1951         | OGC Nice            | الدرجة الأولى       | 16 مقابلة / 7 أهداف  | -                   | -           |
| 1951 - 1952         | OGC Nice            | الدرجة الأولى       | 27 مقابلة / 10 أهداف | 3 مقابلات / 1 هدف   | 1 مقابلة    |
| 1952 - 1953         | OGC Nice            | الدرجة الأولى       | 28 مقابلة / 3 أهداف  | 1 مقابلة            | -           |
| 1953 - 1954         | AS Troyes           | الدرجة الثاني       | 34 مقابلة / 6 أهداف  | 3 مقابلات / 1 هدف   | 1 مقابلة    |
| 1954 - 1955         | AS Troyes           | الدرجة الأولى       | 31 مقابلة / 9 أهداف  | 1 مقابلة            | -           |
| 1955 - 1956         | نادي موناكو         | الدرجة الأولى       | 28 مقابلة / 8 أهداف  | 5 مقابلات / 1 هدف   | 1 مقابلة    |
| 1956 - 1957         | نادي موناكو         | الدرجة الأولى       | 32 مقابلة / 4 أهداف  | 4 مقابلات           | -           |
| 1957 - 1958         | نادي موناكو         | الدرجة الأولى       | 26 مقابلة / 1 هدف    | 3 مقابلات / هدفان   | 1 مقابلة    |
| المجموع (1948-1958) | المجموع (1948-1958) | المجموع (1948-1958) | 280 مقابلة / 62 هدف  | 20 مقابلة / 5 أهداف | 4 مقابلات   |

## وصلات خارجية
- عبد العزيز بن طيفور على موقع الاتحاد الدولي (مؤرشف)  (الإنجليزية)
- عبد العزيز بن طيفور على موقع قاعدة بيانات كرة القدم.إي يو (الإنجليزية)
- عبد العزيز بن طيفور على موقع ليكيب (الفرنسية)
- عبد العزيز بن طيفور على موقع ناشيونال فوتبول تيمز (الإنجليزية)
- عبد العزيز بن طيفور على موقع Soccerway.com (الإنجليزية)
- عبد العزيز بن طيفور على موقع عالم كرة القدم.نت (الإنجليزية)

- صفحة عن عبد العزيز بن طيفور على موقع footballdatabase.eu
- صفحة عن عبد العزيز بن طيفور على موقع FFF
- صفحة عن عبد العزيز بن طيفور على موقع afterfoot.fr